# Сысоевы
Сысоевы (Сысуевы) — древний дворянский род, предположительно, одного происхождения.
Существовало еще несколько дворянских родов Сысоевых позднейшего, в том числе, лейб-кампанского происхождения. Дворянские роды Сыссоевых внесены в I II, III, VI части родословных книг: Курской, Оренбургской, Тверской, Тульской, Харьковской, Ярославской губерний и Войска Донского.

## История
Историк Р. Г. Скрынников отмечает, что во время новгородского погрома (1545) погибло много помещиков Бежецкой пятины, в том числе и дворяне Сысоевы, неоднократно упомянутые в писцовых книгах. В зимнем походе Ивана Грозного на Казань погиб Игнатий Петрович Сысоев (февраль 1550), его имя занесено в синодик Успенского Кремлёвского собора на вечное поминовение. По опричнине казнены новгородцы Василий, Иван и Постник Сысоевы (январь-февраль 1570), а на Красной площади казнён по делу земского правительства, новгородцев и дворовой прислуги Меншик Сысоев (25 июля 1570), их имена записаны в синодик опальных. Опричником Ивана Грозного записан Дядишо Сысоев (1573). Погиб под Кесию Пахом Сысоев (июль 1578).
Известен подьячий Дмитрий Сысоев (1601), который скрепил много царских грамот. По отказным книгам Землянского уезда дворяне Сысоевы владели поместьями в селе Ушатово Белгородского уезда (1646—1677).

### Известные представители
- Серапион (Сысоев) († 1653) — епископ Русской православной церкви, митрополит Крутицкий (Сарский и Подонской).
- Сысоев Кузьма Григорьевич — московский дворянин (1662—1677).
- Сысоев Даниил Иванович — стряпчий (1692).
- Сысоев Василий Алексеевич (1772—1839) — генерал-лейтенант, участник наполеоновских войн и Кавказских походов[5].

## Описание гербов

#### Герб лейб-компанца Сысоева
Герб вице-капрала лейб-компании Никиты Тимофеевича Сысоева: на две части вдоль разделенный щит, у которого правая часть показывает в чёрном поле золотое стропило с наложенным в нем тремя горящими гранатами натурального цвету между тремя серебряными звездами «яко общей знак особливого Нам и всей Империи нашей при благополучном Нашем с помощью Всевышнего на родительский Наш наследный престол вступлении верноокаэанной знатной службы и военной храбрости Нашей Лейб-Компании», а левая содержит в красном поле концом к правому верхнему углу по диагональной линии лежащую обнаженную золотую шпагу между двух серебряных лент, наподобие правой перевязи положенных.
Примечание: Никита Тимофеевич Сысоев, († 01.10.1749), из дворян Бежецкого уезда, лейб-компании вице-капрал (25.11.1746), высочайше подтвержден в потомственном дворянском достоинстве Всероссийской Империи (31.12.1741).

#### Герб. Часть. VIII. № 145.
В щите имеющем красное поле, изображены перпендикулярно три золотых ромба. Щит увенчан дворянским шлемом и короною с тремя страусовыми перьями. Намёт на щите красный, подложен золотом.
Примечание: Пётр Андреевич Сысоев, вступил в службу (1739), действительный статский советник (1785), кавалер ордена Святого Равноопостального князя Владимира 3-й степени, жалован дипломом на потомственное дворянское достоинство Всероссийской Империи (по прошению от 30.07.1798). Диплом («жалованная грамота») на имя императора Павла I [30.07.1798 — 12.01.1799] на дворянство не подписан. Дворянское достоинство утверждено (30.09.1802), императором Александром I Павловичем.